# Círculo Polar Antártico

Quase todo o continente antártico fica a sul do Círculo Polar Antártico

Astronomicamente denominam-se círculos polares as linhas definidas pelos pontos de interseção entre a superfície da esfera planetária (em questão a terrestre) e uma reta imaginária que passe pelo centro do planeta de forma a posicionar-se sempre perpendicular ao plano eclíptico, provida no mínimo uma rotação completa do planeta (um dia sideral).
Por simetria tais linhas justapõem-se a dois dos paralelos geográficos do planeta. Ao paralelo assim selecionado no hemisfério norte dá-se o nome de Círculo Polar Ártico, e ao paralelo assim selecionado no hemisfério sul dá-se o nome de Círculo Polar Antártico.
Nas regiões entre os dois círculos polares verifica-se sempre um nascer e um ocaso da estrela central (o Sol no caso da Terra) a cada dia. Sobre cada um dos círculos polares, em uma data do ano não se verifica o nascer, e em outra não se verifica o poente da estrela, havendo, pois, um dia sem iluminação e outro sem umbra ao longo do ano. Para regiões entre cada um dos círculos polares e seu respectivo polo, quanto mais junta ao polo, maior o número de dias consecutivos sob iluminação contínua (sem ocaso) e maior o número de dias sob umbra contínua (sem o amanhecer), verificando-se o extremo para tais períodos justamente nos polos.

## Círculo Polar Antártico terrestre
Círculo Polar Antártico é a linha imaginária (paralelo) cuja latitude é 66º6/10 Sul e que corresponde ao complemento de 23º4/10 abatido nos trópicos. O Círculo Polar Antártico passa pelas partes mais ao norte da Antártida. Durante o inverno austral, a partir dessa linha as noites absolutas, com 24 horas de duração, vão se acumulando em direção ao Polo Sul e durante o Verão acontece o contrário, pelo menos um dia de luz absoluta (24 horas de Sol, Sol da meia-noite) pode ser registrado nesse paralelo.

Mapa-múndi mostrando o Círculo Polar Antártico a vermelho

O ponto de latitude 90º Sul onde se localiza a Estação Polo Sul Amundsen-Scott, por exemplo, enfrenta duas situações bem distintas durante o ano: Entre o equinócio da primavera e o equinócio de outono a estação é iluminada pelo Sol o tempo inteiro. Já entre o equinócio de outono e o equinócio de primavera, permanece somente a longa noite de seis meses.
Nesse paralelo há um dia por ano no qual o sol não aparece, ficando na fímbria do horizonte. Daí para o sul, ocorrem gradativamente mais dias sem que o sol surja, até que no Polo Sul, durante seis meses, o sol não aparece.
Ao longo do tempo os Círculos Polares movem-se, estimando-se esse movimento em função da inclinação do eixo da Terra, cerca de 15 metros por ano no sentido da redução.

## História
A ideia do círculo polar antártico está no texto Geografia de Estrabão, onde ele atribui a ideia original a Parmênides de Eleia, citado por Posidônio. Parmênides dividiu a Terra em cinco zonas, sendo duas delas vizinhas aos polos. Aristóteles, citado por Estrabão, definiu as duas zonas temperadas como sendo as compreendidas entre os trópicos e os círculos árticos.

## Geografia e demografia
O continente Antártico contém uma massa de terra que cobre grande parte do espaço do Círculo Antártico. Não há população humana permanente na Antártida. Existem, no entanto, vários centros de investigação Antárticas de várias nações que são habitadas por equipes de cientistas que vivem em bases sazonais. Nos séculos anteriores, alguns moradores semipermanentes de estações baleeiras estabeleceram-se no continente vivendo por lá por um ano ou mais. Pelo menos três crianças nasceram em estações ao norte da Antártida. Começando no Meridiano de Greenwich a partir do Leste, o círculo antártico atravessa:
| Longitude | Território ou Mar | Notas                                          |
| --------- | ----------------- | ---------------------------------------------- |
| 0°        | Oceano Antártico  | norte da Terra da Rainha Maud                  |
| 30° E     | Oceano Antártico  | norte da Terra da Rainha Maud                  |
| 60°       | Oceano Antártico  | norte da Terra da Rainha Maud, Amery Ice Shelf |
| 90°       | Terra de Wilkes   |                                                |
| 120°      | Terra de Wilkes   |                                                |
| 150° E    | Oceano Antártico  | norte da Terra de Vitória                      |
| 180°      | Oceano Antártico  | Mar de Ross                                    |
| 150° W    | Oceano Antártico  | norte da Terra de Marie Byrd                   |
| 120°      | Oceano Antártico  | Mar de Amundsen                                |
| 90°       | Oceano Antártico  | Ilha Peter                                     |
| 60°       | Terra de Graham   |                                                |
| 30° W     | Mar de Weddell    |                                                |